# Феїса Лілеса
Феїса Лілеса (англ. Feyisa Lilesa, нар. 1 лютого 1990) — ефіопський легкоатлет, що спеціалізується на марафонському бігу, срібний призер Олімпійських ігор 2016 року.

## Виступи на Олімпіадах
| Олімпіада           | Дисципліна | Місце |
| ------------------- | ---------- | ----- |
| Ріо-де-Жанейро 2016 | марафон    | 2     |

## Зовнішні посилання
- Феїса Лілеса Профіль у IAAF (англ.)
- Феїса Лілеса — олімпійська статистика на сайті Sports-Reference.com (англ.) (архівна версія)